# 鄭再添
鄭再添（1911年—1953年1月24日）是一位生於臺灣苗栗苑裡的警員、公務員及白色恐怖受難者。
先後列名在1999年綠島人權紀念碑以及2013年舉辦的「遲來的愛─白色恐怖時期政治受難者遺書特展」、與前者名單大至相同2013年列名北京西山無名英雄廣場。

## 生平
鄭再添在1911年出生於苗栗苑裡。年輕時，他曾在臺中州立臺中商業學校擔任工友，並於臺中迎接其長子誕生。後來，鄭再添經考試錄取警察學校，並於畢業後分發到新竹州桃園郡擔任警員。不久，鄭氏即被升任為刑事警察，並選擇擔任一般刑事負責治安維護工作，派任至大園、南崁等地任職；隨後，次子鄭勳哲出生於蘆竹鄉南崁村。
戰後，鄭再添被調任至桃園分駐所擔任刑警，並舉家遷至當地居住。
1947年，二二八事件爆發，當地青年因不滿時下社會情況群集包圍舊桃園縣政府（位於今中正路近復興路處），毆打外省人及燒砸物品；鄭再添屢次出面勸阻。後來，當局宣布戒嚴並開始逮捕相關人士，鄭氏提醒參與事件者前去躲避，並於事件平息後出面向當局辦理自首。
1950年2月，鄭再添在桃園鎮美芳食堂與友人郭永隆相談時與一外地保安警察發生衝突；隨後，鄭氏遭警局局長處以禁閉，並獲多位同事聲援，但最終因此失去職務並舉家遷出警察宿舍。
後來，鄭氏開始從事土炭（煤炭）生意。1951年，桃園鎮舉行鎮長選舉，無黨派的簡如淡與國民黨提名的張振明投入競選活動，鄭再添在生意之餘協助簡如淡競選，並於簡如淡高票當選後成為桃園鎮公所總務課長。三個月後的某個半夜，鄭氏自家中遭逮捕帶離，先至桃園鎮水利會後巷中由調查局人員偵訊，再移送臺北保安司令部審問偵查，復送回當時由警總保安隊所占用的舊桃園孔廟（位於今民權路文昌公園旁）。其後，相關當局要求鄭再添協助緝捕林元枝、詹木枝等人，但遭鄭氏以已離開警界為由拒絕。不久，鄭氏再度被送到臺北市青島東路三號軍法處看守所羈押審判，於1953年1月15日遭改判死刑並於隨後交付執行。